# Tsuji Ryōichi
Tsuji Ryōichi (jap. 辻 亮一; * 29. September 1914 in Kondō, Gokashō, Landkreis Kanzaki (heute: Gokashō-Kondō, Higashiōmi), Präfektur Shiga; † 6. März 2013) war ein japanischer Schriftsteller.

## Leben
Tsuji wurde in einem Tempel in Gokashō geboren. Nach dem Besuch der Waseda-Oberschule, studierte Tsuji an der Waseda-Universität französische Literatur. Während dieser Zeit veröffentlichte er mit Yagi Yoshinori und Tada Yūkei die Literaturzeitschrift Mokushi (黙示, Offenbarung). 1937 schloss er sein Studium ab und arbeitete in der Folge in der Mandschurei. Durch die Niederlage im Zweiten Weltkrieg geriet er in chinesische Gefangenschaft und er verlor seine Frau.
1948 kehrte er nach Japan zurück, begann bei Nagahama Gummi (später: Mitsubishi Plastics) zu arbeiten und heiratete ein zweites Mal. 1949 schrieb er Ihōjin (異邦人) und schickte den Roman an Yagi Yoshinori, der ihn wiederum Tonomura Shigeru zeigt. Tonomura veröffentlichte Tsuji Roman, der 1950 mit dem Akutagawa-Preis ausgezeichnet wurde.
Ihōjin blieb zunächst Tsujis einzige selbstständige Veröffentlichung. 1962 stellte er das Schreiben weitgehend ein und konzentrierte sich bis zu seiner Pensionierung 1970 auf die Arbeit bei Mitsubishi. Seit seiner Pensionierung widmet er sich dem Buddhismus und seither setzt er sein Schreiben mit buddhistischen Arbeiten fort.
Sein Cousin war der Maler Noguchi Kenzō.

## Werke
- 1950 Ihōjin (異邦人)
- 1960 Banka jojō (挽歌抒情)